# Pseudothyridium cyanipes
Pseudothyridium cyanipes är en skalbaggsart som beskrevs av Waterhouse 1881. Pseudothyridium cyanipes ingår i släktet Pseudothyridium och familjen Rutelidae. Inga underarter finns listade i Catalogue of Life.